# Nordisk konst

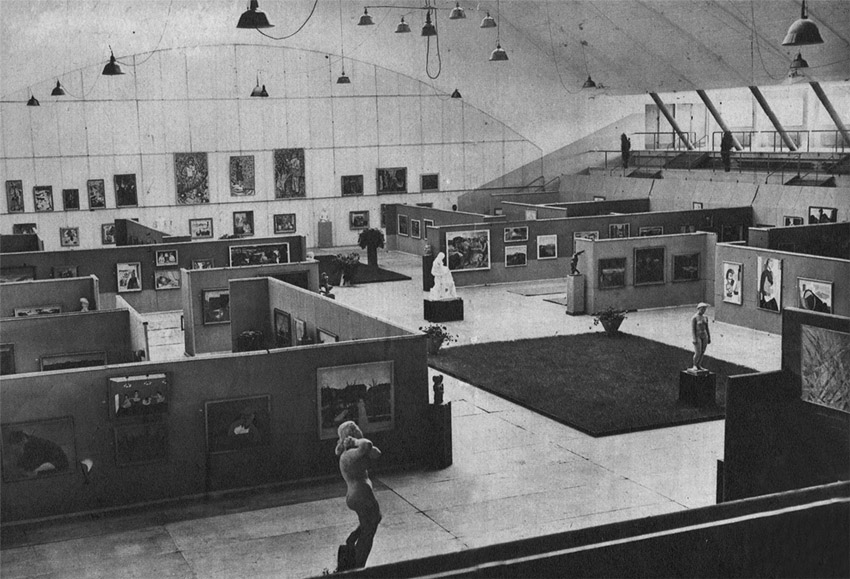
Översiktsbild av utställningen Nordisk konst i Mässhallen 1943. I förgrund ses den danska delen, i mitten till vänster den finska, i mitten till höger den isländska, och längst bak den svenska delen av utställningen.

Nordisk konst, också kallad Nordiska sommarutställningen eller Nordiska biennalen var en konstbiennal som arrangerades under åren 1939, 1941 och 1943 i Mässhallen i Göteborg och som presenterade den samtida modernistiska konsten av då aktiva konstnärer. 
Utställningen möjliggjordes bland annat genom att Göteborg 1939 invigde den nybyggda Mässhallen (i närheten av Liseberg), ritad av Nils Einar Eriksson, vilken erbjöd en tillräckligt stor öppen lokal för en utställning av denna storlek. Första året deltog alla fem nordiska länder men på grund av andra världskriget kunde Finland och Norge inte delta 1941, och 1943 kunde inte Norge delta. En av utställningsideerna var att försöka att inte låta konstnärer förekomma på mer än en av biennalerna utan hela tiden i möjligaste mån presentera nya konstnärer. Den sista biennalen 1943 var det mest omfattande med omkring 400 verk av cirka 100 konstnärer och ställdes samman av professor Axel Romdahl, chef vid Göteborgs konstmuseum, tillsammans med docent Carl Nordenfalk.